# Mittelhochdeutsches Wörterbuch
Das Mittelhochdeutsche Wörterbuch (MWB) ist ein Forschungsprojekt, das an der Niedersächsischen Akademie der Wissenschaften zu Göttingen und der Akademie der Wissenschaften und der Literatur in  Mainz angesiedelt ist und über das Akademienprogramm gefördert wird. In dem Projekt wird ein Wörterbuch der mittelhochdeutschen Sprache erarbeitet, das die Verwendungsweisen der Stichwörter durch Belege dokumentiert.

## Vorarbeiten
Weil die bisherigen großen Wörterbücher des Mittelhochdeutschen, der Benecke-Müller-Zarncke (BMZ) und der Lexer aus dem 19. Jahrhundert stammen, galt ein neues Mittelhochdeutsches Wörterbuch bereits längere Zeit als wünschenswert. Konzeptionelle Überlegungen dazu wurden auf germanistischen Tagungen in Tübingen 1985 und in Tokyo 1990 diskutiert.
Als flankierende Maßnahmen, die die Ausarbeitung eines neuen mittelhochdeutschen Wörterbuchs unterstützen sollen, entstanden aus den Impulsen der genannten Tagungen das Findebuch zum mittelhochdeutschen Wortschatz und ein Quellenverzeichnis zu den älteren Wörterbüchern von Benecke-Müller-Zarncke und Lexer.
Außerdem wurden zwischen 1997 und 2002 die Vorgängerwörterbücher (BMZ und Lexer) sowie das Findebuch retrodigitalisiert, in XML ausgezeichnet und als „Mittelhochdeutsche Wörterbücher im Verbund“ auf CD-ROM und im Internet veröffentlicht.

## Geschichte und Struktur
Das Projekt eines neuen mittelhochdeutschen Wörterbuchs begann 1994, zunächst durch eine sechsjährige Anschubfinanzierung durch die Deutsche Forschungsgemeinschaft.  In dieser Phase wurden die digitalen Grundlagen des Projekts geschaffen, indem ein lemmatisiertes Textarchiv aufgebaut und eine internetbasierte Redaktionsumgebung ausgearbeitet wurden.
Im Jahr 2000 wurde das Vorhaben als Langzeitprojekt in das Akademienprogramm aufgenommen. Es wird interakademisch betreut durch die Göttinger und die Mainzer Akademie. Die Ausarbeitung der Wörterbuchartikel geschieht in Arbeitsstellen in Göttingen, Mainz und Trier.
Gegründet wurde das Projekt durch Kurt Gärtner, Klaus Grubmüller und Karl Stackmann, die auch als Herausgeber des Werks auftreten. Nach dem Tod von Karl Stackmann im Jahr 2013 trat Jens Haustein in das Herausgeberteam ein.

## Konzeption
Ziel des Projekts ist es, den mittelhochdeutschen Wortschatz des Zeitraums von 1050-1350 auf breiter Quellenbasis nach modernen lexikographischen Standards zu bearbeiten. Die zeitlichen Grenzen ergeben sich einerseits aus der Unterteilung der Geschichte der deutschen Sprache in Sprachstufen, die sich in der historischen Linguistik im 20. Jahrhundert geändert hat: Zwischen Mittelhochdeutsch und Neuhochdeutsch wurde das Frühneuhochdeutsche als eigene Sprachstufe etabliert. Pragmatisch passt diese zeitliche Eingrenzung zur Arbeitsteilung mit den „benachbarten“ Projekten: Das neue Mittelhochdeutsche Wörterbuch schließt die Lücke zwischen dem Althochdeutschen und dem Frühneuhochdeutschen Wörterbuch.
Beim BMZ lag der Schwerpunkt auf der höfischen Literatur um 1200. Lexers Handwörterbuch ergänzt viele Quellen, besonders Urkunden und Rechtstexte, und bezieht auch Texte aus dem 15. und sogar aus dem frühen 16. Jahrhundert ein. Dennoch werden beispielsweise die frühmittelhochdeutsche Literatur oder höfische und geistliche Werke der nachklassischen Zeit im Lexer nicht in dem Maße ausgewertet, dass es einen ausgewogenen Überblick über den Wortschatz ermöglicht. Das neue MWB achtet auf eine gleichmäßige Berücksichtigung aller Textsorten.
Von Beginn an wurde auf eine computergestützte Arbeitsumgebung gesetzt. Das für das Projekt entwickelte Redaktionsprogramm integriert ein Volltextarchiv, eine Stichwortliste (über 80.000 Lemmata = Stichwörter), ein Quellenverzeichnis und einen Artikeleditor. Die Komponenten sind miteinander verzahnt: Beispielsweise sind Wortformen der Volltexte durch Lemmatisierung mit den zugehörigen Einträgen in der Stichwortliste verknüpft, und die zu einem Stichwort lemmatisierten Textstellen lassen sich automatisch aus dem Volltext in den Editor einfügen und dort weiter bearbeiten.

## MWB Online
Neben den bisher publizierten Wörterbuchartikeln und dem Quellenverzeichnis bietet die Online-Präsenz des MWB mehrere Zusatzfunktionen. Hierzu gehören die Gesamtlemmaliste mit Verlinkungen in den mittelhochdeutschen Wörterbuchverbund (BMZ, Lexer, Findebuch), über 200 Volltexte mittelhochdeutscher Quellentexte, sowie das Belegarchiv.
MWB Online ist in das Wörterbuchnetz eingebunden.

## Publikationen
- Mittelhochdeutsches Wörterbuch. Im Auftrag der Akademie der Wissenschaften und der Literatur Mainz und der Akademie der Wissenschaften zu Göttingen hrsg. von Kurt Gärtner, Klaus Grubmüller, Jens Haustein, Karl Stackmann (†), Stuttgart 2006 ff.